# Хајке Дрекслер
Хајке Габријела Дрекслер (Гера, 16. децембар 1964) је бивша њемачка атлетичарка. Она је једна од најуспјешнијих женских атлетичарки у дисциплини скок у даљ свих времена. Такође је била успешна спринтерка. Две године је држала светски рекорд у трчању на 200 метара. Једина жена која је освојила две златне олимпијске медаље (1992—2000), две златне медаље на светским првенствима на отвореном (1983—1993), златну медаљу на светском првенству у затвореном (1987), три златне медаље на европским првенствима (1986—1994—1998) у скоку у даљ. У спринтерској дисциплини на 200 метара својила је златну медаљу на светском првенству у затвореном (1987), као и златну медаљу на европском првенству (1986).

## Биографија
Хајке је рођена као Хајке Дауте у Гери, Источна Немачка. Још као тинејџерка била је активна у многим такмичењима. Удала се за Адријана Дрекслера и од тада се такмичи под његовим презименом. Тренер јој је био Ерик Дрекслер, њен свекар. Учествовала је на Свјетском шампионату у скоку у даљ (1983—1993), освојила је златне медаље и у трчању на 200m 1987. године. Њено рекордно вријеме у трчању на 200m је 21,71 секунди. Њен најдужи скок у даљ износи 7.48 м, односно 7,63 м са недозвољеном јачином ветра.

## Лични рекорди

### Скок у даљ
- 1983: 7.14 m У Братислави
- 1985: 7.44 m У Источном Берлину
- 1986: 7.45 m У Талину
- 1988: 7.48 m У Нојбранденбургу[3]
- 1992: 7.63 m (+2.1) У Сестријеру[4]

### Трчање на 100m
- 1986: 10.80 (+2.8) секунди у Ослу[5]
- 1986: 10.91 секунди у Москви[5]
- 1986: 10.91 секунди у Ослу[5]

### Трчање на 200m
- 1986: 21.71 секунди у Јени[6]
- 1986: 21.71 секунди у Штутгарту[7]

### Седмобој
- 1981: 5891 поена (као јуниорка)
- 1994: 6741 поена у Талансу[5]

## Оптужбе за допинг
Добијала је многе оптужбе за допинг док се такмичила за Њемачку, али тестови никада нису били позитивни. Године 2001, BBC је тврдио да је она узимала недозвољене супстанце, а да тога није била свјесна. Пронађени су докази, 1991. године након пада Берлинског зида, да је држава подметнула недозвољене супстанце многим атлетичарима укључујући и њу.